# 보지응우이

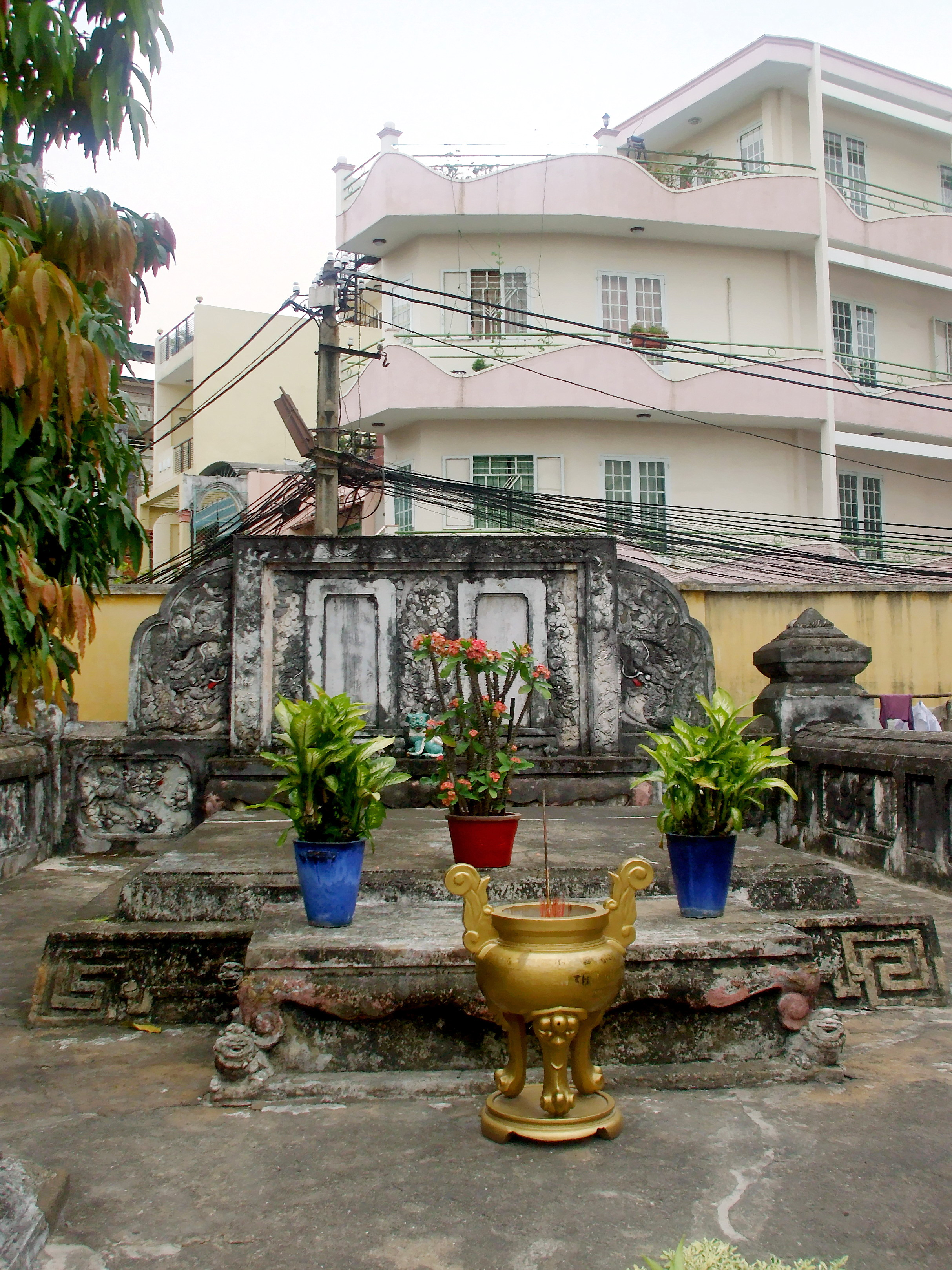

보지응우이(베트남어: Võ Di Nguy / 武彝巍 ❲무이위❳, 1745년 ~ 1801년)는 대월 응우옌 주의 장수이다.

## 생애
트어티엔푸방(承天富榮, 현재의 후에시 푸방현) 사람으로, 응우옌푹투언이 재위할 때 중수선(中水船)을 관리하였다.
1775년, 응우옌푹투언이 남쪽의 자딘으로 도주하자 이후에 그를 따라갔고, 떠이선 왕조에 의해 응우옌푹투언이 살해된 후 응우옌푹아인에게 중군해기(中軍該奇)의 관직에 임명되어 수군해기(水軍該奇) 쯔엉푹진(張福穎)과 함께 수군을 모집하였다.